# غلين ستيوارت
غلين ستيوارت (بالإنجليزية: Glenn Stewart) هو لاعب كرة الريشة نيوزلندي، ولد في عقد 1960.

## وصلات خارجية
- غلين ستيوارت على موقع BWF.tournamentsoftware.com (الإنجليزية)
- غلين ستيوارت على موقع BWFbadminton.com (الإنجليزية)
- غلين ستيوارت على موقع اللجنة الأولمبية النيوزيلندية (الإنجليزية)
- غلين ستيوارت على موقع اتحاد ألعاب الكومنولث (مؤرشف) (الإنجليزية)